# Goethestraße 14 (Gernrode)

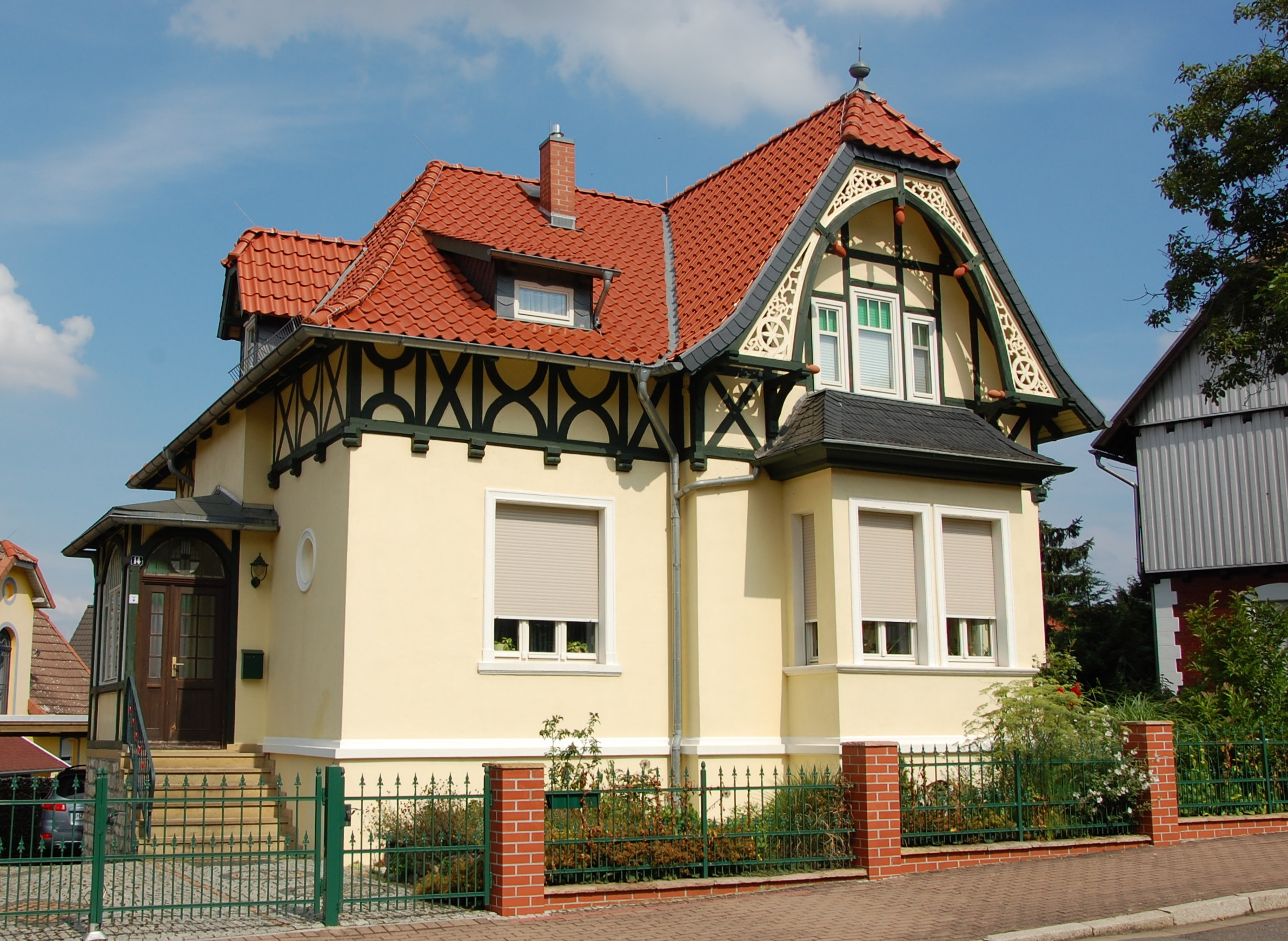
Haus Goethestraße 14

Goethestraße 14 ist ein denkmalgeschütztes Gebäude in dem zur Stadt Quedlinburg in Sachsen-Anhalt gehörenden Ortsteil Stadt Gernrode.

## Lage
Es befindet sich westlich der Gernröder Altstadt auf der Ostseite der Goethestraße und ist im örtlichen Denkmalverzeichnis als Wohnhaus eingetragen.

## Architektur und Geschichte
Das kleine, an eine Villa erinnernde verputzte Gebäude entstand um 1900 in massiver Bauweise. Auf der Südseite besteht ein Seitenrisalit, der von einem geschwungenen mit Schiefer gedeckten Dach bedeckt wird. Der Giebel und der Drempel sind in Fachwerkbauweise ausgeführt.
Der Hauseingang befindet sich auf der Nordseite des Hauses und ist mit einem kleinen, mit Buntglas verzierten Vorbau versehen.